# Paraíba
Paraíba (AFI [paɾaˈiba]) este una dintre cele 27 de unități federative ale Braziliei. Capitala statului este João Pessoa. Se învecinează cu unitățile federative Rio Grande do Norte la nord, Ceará la vest și Pernambuco la sud. Paraíba are la est ieșire la Oceanul Atlantic. Statul în 2008 avea o populație de 3.623.215 de locuitori și suprafață de 56.439,84 km², fiind împărțit în 4 mezoregiuni, 23 de microregiuni și 223 de municipii.